# Takeru Kobayashi
Takeru Kobayashi (jap. 小林尊 Kobayashi Takeru; ur. 15 marca 1978 w Nagano) – japoński rekordzista świata w jedzeniu na czas.

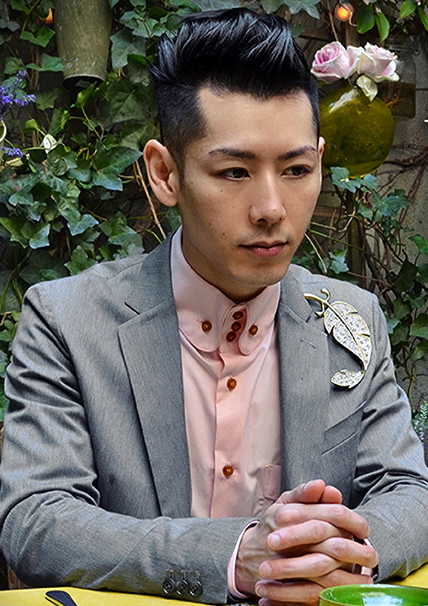
Takeru Kobayashi (2007)

Były rekordzista świata w jedzeniu hot-dogów oraz obecny w jedzeniu hamburgerów. W pierwszej konkurencji rekord świata ustanowił 4 lipca 2006 podczas zawodów Nathan’s Hot Dog Eating Contest, zjadając 53 i 3/4 hot doga. Było to jego szóste z rzędu zwycięstwo w tych zawodach. Jego rekord został pobity przez Amerykanina Joeya Chestnuta 4 lipca 2007 roku podczas zawodów rozegranych w Coney Island w Dniu Niepodległości Stanów Zjednoczonych. Chestnut zjadł 66 hot-dogów, natomiast Kobayashi 63.
W drugiej konkurencji rekord świata pobił w październiku 2006 roku, podczas zawodów Krystal Square off World Hamburger Eating Contest, zjadając w ciągu 8 minut 97 hamburgerów, bijąc przy tym własny rekord świata i zwyciężając po raz trzeci z rzędu.
Posiada również rekordy świata w pięciu innych konkurencjach. W 2003 roku wziął także udział w show Man vs. Beast, gdzie zmierzył się w jedzeniu hot dogów na czas z niedźwiedziem kodiak, zjadł 36 hot dogów, podczas gdy niedźwiedź 50.
Jest członkiem International Federation of Competitive Eating.

## Wyniki w rekordach

### Hot dogi
- 2007: 63 hot dogi
- 2006: 53 i 3⁄4 hot doga*
- 2005: 49 hot dogów
- 2004: 53 i 1⁄2 hot doga*
- 2003: 44 i 1⁄2 hot doga
- 2002: 50 i 1⁄2 hot doga*
- 2001: 50 hot dogów*

### Hamburgery
- 2006: 97,5 hamburgerów
- 2005: 67 hamburgerów
- 2004: 69 hamburgerów

Gwiazdka oznacza pobicie poprzedniego rekordu świata.